# Transanal irrigation
Transanal irrigation (TAI) is het spoelen van het rectum en de dikke darm voor medische indicaties door inbrengen van een hoeveelheid water via de anus. Dit wordt gedaan om evacuatie van ontlasting uit de darm te realiseren. Regelmatig lediging van de darm door middel van TAI leidt veelal tot controle over de darmwerking bij patiënten met fecale incontinentie en/of obstipatie. 
Transanale Irrigatie (TAI) stelt gebruikers van een darmspoelsysteem in staat om regelmatige ontlasting te ontwikkelen waarbij men zelf tijd en plaats van lediging bepaalt.
In 2013 is een Internationale Consensus gepubliceerd over de indicatiestelling en het gebruik van TAI door mensen met darmproblemen.